# Victor Rousseau
Victor Rousseau (født 16. december 1865 i Feluy, Hainaut, død 17. marts 1954 i Forest) var en belgisk billedhugger.
Rousseau studerede under Van der Stappen 1888—89, blev i 1901 lærer i dekorativ plastik ved akademiet i Bryssel og gjorde megen lykke med arbejder
som relieffet L’amour virginal (1893) og Soeurs de l’Illusion (1901).
Rousseaus kunst viser sig fra sin bedste side i små, fint gennemførte, men stort opfattede bronzearbejder, blandt andet Coupé des voluptés, (Ved Livsløbets Begyndelse) (Gal. i Bryssel.
Ny Carlsberg Glyptoteket ejer et eksemplar af denne bronzestatuette.
L’Été, gruppen De Uskyldige m. v. findes i Berlins Nationalgalleri. Buste af billedhugger Constantin Meunier.